# NGC 4974
NGC 4974 је лентикуларна галаксија у сазвежђу Велики медвед која се налази на NGC листи објеката дубоког неба.
Деклинација објекта је + 53° 39' 33" а ректасцензија 13h 5m 55,9s. Привидна величина (магнитуда) објекта NGC 4974 износи 13,3 а фотографска магнитуда 14,3. NGC 4974 је још познат и под ознакама MCG 9-22-9, CGCG 270-51, CGCG 271-7, PGC 45321.